# 岡野裕
岡野 裕（おかの ゆたか、1927年〈昭和2年〉2月3日 - 2004年〈平成16年〉8月23日）は、日本の官僚、政治家。自由民主党所属の参議院議員（3期）、労働大臣（第63代）。

## 来歴
福島県福島市出身。静岡県立沼津中学校 (旧制)、山形高等学校 (旧制)を経て1953年京都大学法学部卒業後、郵政省入省。九州郵政局長、人事局長などを歴任。退官後の1983年参院選に比例区から自民党公認で出馬し初当選。連続当選3回。1996年11月から翌年の9月まで第2次橋本内閣の労働大臣を務めた。2000年春の叙勲で勲一等瑞宝章受章。2001年政界引退。
2004年8月23日午後11時40分、心不全のため東京都内の病院で死去。77歳没。死没日をもって従三位に叙される。

## 所属団体
- 東日本実業団空手道連盟（第5代会長）